# Мюллер-Цюрих, Пауль
Пауль Мюллер-Цюрих (нем. Paul Müller-Zürich; 19 июня 1898, Цюрих, Швейцария — 21 июля 1993, Люцерн, Швейцария) — швейцарский композитор.

## Биография
Учился у Филиппа Ярнаха и Фолькмара Андре в Цюрихской консерватории, затем у Жана Баталла́ в Париже.
Как педагог, дирижер, композитор и организатор являлся одним из важных фигур швейцарской музыкальной жизни XX века. C 1927 по 1968 преподавал теорию музыки в Цюрихской консерватории. Возглавлял ряд музыкальных коллективов, в том числе Люцернский камерный оркестр (1948—1955). В 1953 году был удостоен музыкальной премии города Цюрих. В 1958 году получил композиторскую премию Швейцарской музыкальной ассоциации, президентом которой являлся в 1960.
Наследие Пауля Мюллер-Цюриха хранится в музыкальном отделе Центральной библиотеки Цюриха.

## Произведения
- Квинтет Оp. 2
- Квартет ми-мажор Оp. 4
- Шесть пьес для фортепиано, Ор. 10
- Токката I до мажор, Ор. 12
- Четыре дуэта, Ор. 15
- Концерт для альта и малого оркестра, Ор. 24
- Квартет до минор для скрипки, кларнета, виолончели и фортепиано, Ор. 26
- Концерт для органа и струнного оркестра, Ор. 28
- Соната для скрипки и фортепиано, Ор. 32
- Маленькая соната, Ор. 37
- Симфония II, Ор. 53
- Концерт для скрипки № 2, Ор. 60
- Концерт для двух скрипок, клавесина и струнных, Ор. 61
- Соната для струнного оркестра, Ор 72
- Токката, Ор. 74
- Трио для бассетгорна, альта и виолончели
- Пассакалья
- Поклонение пастухов

и др.